# Junge Welt-Pokal 1955
Der Junge Welt-Pokal 1955 war die 7. Auflage des höchsten Fußball-Pokalwettbewerbs der Altersklasse 17/18 auf dem Gebiet der DDR, der von der Redaktion die Junge Welt in Verbindung mit dem Jugendausschuss der Sektion Fußball der DDR veranstaltet und durchgeführt wurde. Er begann am 13. März 1955 mit den Qualifikationsrunden und endete am 30. Mai 1955 mit dem Finale beim gesamtdeutschen Endrundenturnier im thüringischen Erfurt. Den Pokalsieg errang die einheimische Mannschaft vom SC Turbine Erfurt nach einem 2:0 über den westdeutschen Vertreter vom TSV 1860 München.
Fand die Endrunde des Junge Welt-Pokals in den Vorjahren zu Ostern an einem festen Spielort statt, wurde diesmal aufgrund des UEFA-Juniorenturniers in Italien, in mehreren Städten im Bezirk Erfurt an Pfingsten gespielt.

## Qualifikation
Die Qualifikation wurde in diesem Jahr in zwei Hälften unterteilt. In der einen Hälfte, spielten die Pokalsieger bzw. dessen Vertreter der 14 Bezirke auf dem Gebiet der DDR sowie der Pokalsieger und Pokalfinalist aus Ost-Berlin, die von den Betriebssportgemeinschaften (BSG) und Sportgemeinschaften (SG) ermittelt wurden. In der anderen Hälfte, spielten die Sportclubs (SC) ihre Teilnehmer aus.

### Teilnehmende Mannschaften
An der Qualifikation zum Junge Welt-Pokal der Junioren (A-Jugend) für die Altersklasse (AK) 17/18 nahmen folgende Mannschaften teil. Spielberechtigt waren Spieler bis zum 18. Lebensjahr (Stichtag: 1. August 1936).
| Betriebssportgemeinschaften (BSG) / Sportgemeinschaften (SG) | Betriebssportgemeinschaften (BSG) / Sportgemeinschaften (SG) | Betriebssportgemeinschaften (BSG) / Sportgemeinschaften (SG) | Sportclubs (SC) |
| - Bezirk Rostock BSG Motor Wismar - Bezirk Schwerin BSG Lokomotive Wittenberge - Bezirk Neubrandenburg BSG Motor Torgelow - Bezirk Potsdam BSG Motor Rathenow - Ost-Berlin SG Grünau SG Fortuna Pankow | - Bezirk Frankfurt (Oder) BSG Einheit Frankfurt - Bezirk Magdeburg BSG Einheit Burg - Bezirk Halle BSG Chemie Zeitz - Bezirk Leipzig BSG Chemie Eilenburg - Bezirk Cottbus BSG Motor Elsterwerda-Biehla | - Bezirk Dresden BSG Chemie Pirna - Bezirk Karl-Marx-Stadt BSG Chemie Glauchau - Bezirk Erfurt BSG Motor Erfurt Nord - Bezirk Gera BSG Stahl Silbitz - Bezirk Suhl BSG Motor Mitte Schmalkalden | - Staffel 1 SC Empor Rostock SC Aktivist Brieske-Senftenberg SC Turbine Erfurt - Staffel 2 SC Motor Jena SC Rotation Leipzig SC Wissenschaft Halle |

### Modus
Die Qualifikation der BSG- und SG-Mannschaften wurde im K.-o.-System ausgetragen und es wurde versucht, in 80 Minuten einen Gewinner auszuspielen. War danach kein Sieger gefunden, wurde ein Wiederholungsspiel mit getauschtem Heimrecht angesetzt. Die vier Sieger der 2. Hauptrunde qualifizierten sich für das Endrundenturnier und die unterlegenen Mannschaften dieser Runde blieben als Ersatzmannschaften in Reserve.
Die Qualifikation der Sportclubs (SC) wurde in zwei Staffeln zu je drei Mannschaften nach dem Modus „Jeder gegen Jeden“ ausgetragen. Die beiden Erstplatzierten jeder Staffel qualifizierten sich für das Endrundenturnier.

### Qualifikation der BSG- und SG-Mannschaften

#### 1. Hauptrunde
| Datum                  |                       | Ergebnis |                              |
| ---------------------- | --------------------- | -------- | ---------------------------- |
| So 01. Mai, 14:30 Uhr  | SG Grünau             | 4:1      | BSG Motor Elsterwerda-Biehla |
| So 01. Mai, 14:30 Uhr  | SG Fortuna Pankow     | 1:1      | BSG Motor Rathenow           |
| So 01. Mai, 14:30 Uhr  | BSG Motor Wismar      | 1:0      | BSG Lokomotive Wittenberge   |
| So 01. Mai, 14:30 Uhr  | BSG Einheit Burg      | 2:2      | BSG Chemie Zeitz             |
| So 01. Mai, 14:30 Uhr  | BSG Einheit Frankfurt | 4:3      | BSG Motor Torgelow           |
| So 01. Mai, 14:30 Uhr  | BSG Motor Erfurt Nord | 1:2      | BSG Motor Mitte Schmalkalden |
| So 01. Mai, 14:30 Uhr  | BSG Stahl Silbitz     | 2:3      | BSG Chemie Glauchau          |
| Mi 0.4. Mai, 17:00 Uhr | BSG Chemie Pirna      | 3:1      | BSG Chemie Eilenburg         |

 Wiederholungsspiele 
| Datum                  |                    | Ergebnis |                   |
| ---------------------- | ------------------ | -------- | ----------------- |
| Mi 0.4. Mai, 17:00 Uhr | BSG Motor Rathenow | 3:2      | SG Fortuna Pankow |
| Mi 0.4. Mai, 17:00 Uhr | BSG Chemie Zeitz   | 3:1      | BSG Einheit Burg  |

#### 2. Hauptrunde
| Datum                 |                     | Ergebnis |                              |
| --------------------- | ------------------- | -------- | ---------------------------- |
| So 08. Mai, 14:30 Uhr | BSG Chemie Glauchau | 4:1      | SG Grünau                    |
| So 08. Mai, 14:30 Uhr | BSG Motor Rathenow  | 2:0      | BSG Chemie Pirna             |
| So 08. Mai, 14:30 Uhr | BSG Motor Wismar    | 4:1      | BSG Einheit Frankfurt        |
| So 08. Mai, 14:30 Uhr | BSG Chemie Zeitz    | 3:1      | BSG Motor Mitte Schmalkalden |

### Qualifikation der Sportclubs (SC)

#### Staffel 1
Spiele
| Datum                   |                                 | Ergebnis |                                 |
| ----------------------- | ------------------------------- | -------- | ------------------------------- |
| So 13. März, 13:30 Uhr  | SC Aktivist Brieske-Senftenberg | 3:0      | SC Empor Rostock                |
| So 03. April, 13:30 Uhr | SC Empor Rostock                | :        | SC Turbine Erfurt               |
| abgesetzt               | SC Turbine Erfurt               | :        | SC Aktivist Brieske-Senftenberg |

Abschlusstabelle
| Pl. | Mannschaft                      | Sp. | S | U | N | Tore    | Quote | Punkte |
| --- | ------------------------------- | --- | - | - | - | ------- | ----- | ------ |
| 1.  | SC Turbine Erfurt               | 1   | 1 | 0 | 0 | 000:000 | 1,00  | 02:0   |
| 2.  | SC Aktivist Brieske-Senftenberg | 1   | 1 | 0 | 0 | 003:000 | ∞     | 02:0   |
| 3.  | SC Empor Rostock                | 2   | 0 | 0 | 2 | 000:000 | 1,00  | 0:40   |

#### Staffel 2
Spiele
| Datum                  |                       | Ergebnis |                       |
| ---------------------- | --------------------- | -------- | --------------------- |
| So 13. März, 13:30 Uhr | SC Rotation Leipzig   | 1:2      | SC Wissenschaft Halle |
| So 27. März, 13:30 Uhr | SC Motor Jena         | :        | SC Rotation Leipzig   |
| abgesetzt              | SC Wissenschaft Halle | :        | SC Motor Jena         |

Abschlusstabelle
| Pl. | Mannschaft            | Sp. | S | U | N | Tore    | Quote | Punkte |
| --- | --------------------- | --- | - | - | - | ------- | ----- | ------ |
| 1.  | SC Wissenschaft Halle | 1   | 1 | 0 | 0 | 002:100 | 2,00  | 02:0   |
| 2.  | SC Motor Jena         | 1   | 1 | 0 | 0 | 000:000 | 1,00  | 02:0   |
| 3.  | SC Rotation Leipzig   | 2   | 0 | 0 | 2 | 000:000 | 1,00  | 0:40   |

## Endrundenturnier

### Teilnehmende Mannschaften
Am Endrundenturnier zum Junge Welt-Pokal der Junioren (A-Jugend) für die Altersklasse (AK) 17/18 nahmen jeweils die vier Sieger aus der Qualifikation der BSG- und SG-Mannschaften sowie der Sportclubs, vier Vertretungen aus Westdeutschland und der Pokalsieger aus West-Berlin teil.
Nach den Absagen der Mannschaften aus Volkspolen, Ungarn und der ČSR, rückten drei der vier in Reserve stehenden Ersatzmannschaften nach.
Spielberechtigt waren Spieler bis zum 18. Lebensjahr (Stichtag: 1. August 1936).
Am Junge Welt-Pokal nahmen folgende sechzehn Mannschaften teil:
| - BSG- und SG-Mannschaften BSG Chemie Glauchau BSG Motor Rathenow BSG Motor Wismar BSG Chemie Zeitz - Sportclubs SC Turbine Erfurt SC Aktivist Brieske-Senftenberg SC Wissenschaft Halle SC Motor Jena | - Westdeutschland Bremer SV Eintracht Braunschweig TG Heilbronn TSV 1860 München - West-Berlin Berliner SV 1892 | - Nachrücker SG Grünau BSG Einheit Frankfurt BSG Motor Mitte Schmalkalden |

### Modus
Im Endrundenturnier wurden die Spiele in vier Staffeln zu je vier Mannschaften nach dem Modus „Jeder gegen Jeden“ ausgetragen. Die vier Staffelsieger ermittelten ab dem Halbfinale den Pokalsieger. Die Spielzeit in der Vorrunde und im Halbfinale ging über 2 × 20 Minuten, die im Endspiel über 2 × 30 Minuten.
Fanden die Spiele in der Vorrunde in Erfurt, Weimar, Gotha, Sömmerda, Arnstadt und Gebesee statt, wurde ab dem Halbfinale ausschließlich in Erfurt gespielt.

### Vorrunde

#### Staffel I
Spiele
| Datum      |                    | Ergebnis |                    | Spielort |
| ---------- | ------------------ | -------- | ------------------ | -------- |
| Sa 28. Mai | TG Heilbronn       | 0:1      | SC Turbine Erfurt  | Erfurt   |
| Sa 28. Mai | SG Grünau          | 2:0      | BSG Motor Rathenow | Arnstadt |
| So 29. Mai | SC Turbine Erfurt  | 1:0      | SG Grünau          | Gotha    |
| So 29. Mai | BSG Motor Rathenow | 0:2      | TG Heilbronn       | Gotha    |
| So 29. Mai | TG Heilbronn       | 1:2      | SG Grünau          | Gebesee  |
| So 29. Mai | SC Turbine Erfurt  | 0:0      | BSG Motor Rathenow | Sömmerda |

Abschlusstabelle
| Pl. | Mannschaft         | Sp. | S | U | N | Tore    | Quote | Punkte |
| --- | ------------------ | --- | - | - | - | ------- | ----- | ------ |
| 1.  | SC Turbine Erfurt  | 3   | 2 | 1 | 0 | 002:000 | ∞     | 05:10  |
| 2.  | SG Grünau          | 3   | 2 | 0 | 1 | 004:200 | 2,00  | 04:20  |
| 3.  | TG Heilbronn       | 3   | 1 | 0 | 2 | 003:300 | 1,00  | 02:40  |
| 4.  | BSG Motor Rathenow | 3   | 0 | 1 | 2 | 000:400 | 0,00  | 01:50  |

#### Staffel II
Spiele
| Datum      |                       | Ergebnis |                       | Spielort |
| ---------- | --------------------- | -------- | --------------------- | -------- |
| Sa 28. Mai | Bremer SV             | 0:1      | SC Wissenschaft Halle | Arnstadt |
| Sa 28. Mai | BSG Einheit Frankfurt | 1:2      | BSG Chemie Zeitz      | Gotha    |
| So 29. Mai | SC Wissenschaft Halle | 1:1      | BSG Einheit Frankfurt | Gebesee  |
| So 29. Mai | BSG Chemie Zeitz      | 0:1      | Bremer SV             | Gebesee  |
| So 29. Mai | Bremer SV             | 2:0      | BSG Einheit Frankfurt | Weimar   |
| So 29. Mai | SC Wissenschaft Halle | 4:1      | BSG Chemie Zeitz      | Gebesee  |

Abschlusstabelle
| Pl. | Mannschaft            | Sp. | S | U | N | Tore    | Quote | Punkte |
| --- | --------------------- | --- | - | - | - | ------- | ----- | ------ |
| 1.  | SC Wissenschaft Halle | 3   | 2 | 1 | 0 | 006:200 | 3,00  | 05:10  |
| 2.  | Bremer SV             | 3   | 2 | 0 | 1 | 003:100 | 3,00  | 04:20  |
| 3.  | BSG Chemie Zeitz      | 3   | 1 | 0 | 2 | 003:600 | 0,50  | 02:40  |
| 4.  | BSG Einheit Frankfurt | 3   | 0 | 1 | 2 | 002:500 | 0,40  | 01:50  |

#### Staffel III
Spiele
| Datum      |                        | Ergebnis |                        | Spielort |
| ---------- | ---------------------- | -------- | ---------------------- | -------- |
| Sa 28. Mai | Eintracht Braunschweig | 0:1      | SC Motor Jena          | Gotha    |
| Sa 28. Mai | BSG Chemie Glauchau    | 1:2      | BSG Motor Wismar       | Erfurt   |
| So 29. Mai | SC Motor Jena          | 1:2      | BSG Chemie Glauchau    | Arnstadt |
| So 29. Mai | BSG Motor Wismar       | 1:2      | Eintracht Braunschweig | Gebesee  |
| So 29. Mai | Eintracht Braunschweig | 1:0      | BSG Chemie Glauchau    | Sömmerda |
| So 29. Mai | SC Motor Jena          | 1:3      | BSG Motor Wismar       | Weimar   |

Entscheidungsspiel
|                        | Ergebnis |                  |
| ---------------------- | -------- | ---------------- |
| Eintracht Braunschweig | 3:0      | BSG Motor Wismar |

Abschlusstabelle
| Pl. | Mannschaft             | Sp. | S | U | N | Tore    | Quote | Punkte |
| --- | ---------------------- | --- | - | - | - | ------- | ----- | ------ |
| 1.  | Eintracht Braunschweig | 3   | 2 | 0 | 1 | 003:200 | 1,50  | 04:20  |
| 2.  | BSG Motor Wismar       | 3   | 2 | 0 | 1 | 006:400 | 1,50  | 04:20  |
| 3.  | BSG Chemie Glauchau    | 3   | 1 | 0 | 2 | 003:400 | 0,75  | 02:40  |
| 4.  | SC Motor Jena          | 3   | 1 | 0 | 2 | 003:500 | 0,60  | 02:40  |

#### Staffel IV
Spiele
| Datum      |                                 | Ergebnis |                                 | Spielort |
| ---------- | ------------------------------- | -------- | ------------------------------- | -------- |
| Sa 28. Mai | TSV 1860 München                | 4:0      | SC Aktivist Brieske-Senftenberg | Erfurt   |
| Sa 28. Mai | Berliner SV 1892                | 1:0      | BSG Motor Mitte Schmalkalden    | Erfurt   |
| So 29. Mai | SC Aktivist Brieske-Senftenberg | 0:0      | Berliner SV 1892                | Gotha    |
| So 29. Mai | BSG Motor Mitte Schmalkalden    | 0:2      | TSV 1860 München                | Arnstadt |
| So 29. Mai | TSV 1860 München                | 1:0      | Berliner SV 1892                | Weimar   |
| So 29. Mai | SC Aktivist Brieske-Senftenberg | 2:0      | BSG Motor Mitte Schmalkalden    | Sömmerda |

Abschlusstabelle
| Pl. | Mannschaft                      | Sp. | S | U | N | Tore    | Quote | Punkte |
| --- | ------------------------------- | --- | - | - | - | ------- | ----- | ------ |
| 1.  | TSV 1860 München                | 3   | 3 | 0 | 0 | 007:000 | ∞     | 06:0   |
| 2.  | Berliner SV 1892                | 3   | 1 | 1 | 1 | 001:100 | 1,00  | 03:30  |
| 3.  | SC Aktivist Brieske-Senftenberg | 3   | 1 | 1 | 1 | 002:400 | 0,50  | 03:30  |
| 4.  | BSG Motor Mitte Schmalkalden    | 3   | 0 | 0 | 3 | 000:500 | 0,00  | 0:60   |

### Halbfinale
| Datum      |                        | Ergebnis  |                       |
| ---------- | ---------------------- | --------- | --------------------- |
| Mo 30. Mai | SC Turbine Erfurt      | 1:0       | SC Wissenschaft Halle |
| Mo 30. Mai | Eintracht Braunschweig | 1:1 n. V. | TSV 1860 München a    |

### Spiel um Platz 3
| Datum      |                       | Ergebnis |                        |
| ---------- | --------------------- | -------- | ---------------------- |
| Mo 30. Mai | SC Wissenschaft Halle | 2:3      | Eintracht Braunschweig |

### Finale
| Paarung           | SC Turbine Erfurt – TSV 1860 München                                                                     |
| Ergebnis          | 2:0 (0:0)                                                                                                |
| Datum             | Montag, 30. Mai 1955                                                                                     |
| Stadion           | Georgij-Dimitroff-Stadion, Erfurt                                                                        |
| Zuschauer         | 4.000 |
| Schiedsrichter    | Linn (Stendal)                                                                                           |
| Tore              | 1:0 Papst 2:0 Steenblock                                                                                 |
| SC Turbine Erfurt | Günter Gleis – ???, Harald Wehner, Gnadt – ???, Steinicke – Steenblock, Ernst Pabst, Scheer, Sander, ??? |
| TSV 1860 München  | Karl Baumgärtner – Helmut Klunk Cheftrainer: Ludwig Stiglbauer                                           |